# VRT NWS (website)
De nieuwswebsite VRT NWS van de nieuwsdienst van de Vlaamse openbare omroep VRT werd opgericht in 2003.

## Profiel
De site is een van de grootste nieuwswebsites in België zonder papieren tegenhanger. Wel kunnen er fragmenten van Het Journaal, Terzake en andere programma's van de nieuwsdienst bekeken worden. Sommige belangrijke gebeurtenissen of persconferenties worden rechtstreeks en integraal uitgezonden in de videozone.

## Geschiedenis

Logo van deredactie.be

Voormalig logo van vrtnws.be tot 28 augustus 2022

De Vlaamse openbare omroep lanceerde op 15 april 2003, in aanloop naar de federale verkiezingen van 18 mei 2003, de website vrtkies.net. Onmiddellijk volgend op deze verkiezingen vervelde deze website tot vrtnieuws.net. Het aanbod bestond in deze periode uit politiek en buitenlands nieuws, alsook uit sport- en cultuurnieuws.
Vanaf mei 2004 werd de sportberichtgeving losgekoppeld en ondergebracht op sporza.be. Sinds 2007 werd er steeds vaker gebruik gemaakt van videobeelden en op 7 januari 2008 werd de naam van de website gewijzigd in deredactie.be. Deze actie ging gepaard met de grote vernieuwingen van Het Journaal en de geleidelijke integratie van de teletekst-redactie. Op 4 mei 2009 kreeg de website een nieuw uiterlijk. Op 9 februari 2011 werd de vormgeving van de website wederom grondig aangepast en onderging ook de videozone enkele veranderingen. Een derde lay-outwijziging volgde op 6 maart 2013. 
Op 27 maart 2015 werd een mobiele app van de website gelanceerd en op 22 augustus 2017 - circa een jaar nadat de VRT haar teletekst-aanbod had stopgezet - werd deredactie.be samengebracht met de andere nieuwsdienstafdelingen van de VRT onder de noemer VRT NWS, waarbij deredactie.be vrtnws.be werd. Dit ging gepaard met een nieuwe website en app. Twee jaar later, in februari 2020, werd de VRT NWS-app opnieuw vernieuwd. Later werd ook regionieuws toegevoegd, wat voorheen grotendeels enkel beschikbaar was op de website van Radio 2.
Toen op 15 april 2023 het twintigjarig bestaan van de nieuwssite werd herdacht, herinnerden oudgedienden eraan dat in de periode 2003-2008 teletekst populairder was als snelle nieuwsbron, en dat de nieuwsite technisch niet zeer stabiel was. Video werd pas mogelijk na de digitalisering ervan in 2007.